# Rick May
Rick May (21. září 1940 – 8. duben 2020 Seattle) byl americký dabér, divadelní herec, režisér a pedagog. Nejvíce ho proslavil dabing Peppy Hare ve hře Star Fox 64 a Soldiera ve hře Team Fortress 2.

## Životopis

### Život a kariéra
Narodil se 21. září 1940 v Seattlu.[zdroj?] Vyrůstal ve Washingtonu a Kanadě.
May sloužil u Armády Spojených států a byl nasazen v japonském Tokiu, kde koordinoval výstupy USO (United Service Organizations). Po návratu do Seattlu působil jako režisér v Renton Civic Theatre a Civic Light Opera v Rentonu ve Washingtonu. Při produkci muzikálu Cotton Patch Gospel zahrál May všech 21 rolí. Z Renton Civic Theatre odešel roku 2001, založil svou vlastní divadelní společnost v Kirklandu a stal se hercem na plný úvazek.
Od roku 1998 do 2019 May hrál inspektora Lestrada v rozhlasovém dramatu The Further Adventures of Sherlock Holmes. Roli Lestrada si ještě jednou zopakoval v další rádiové hře The Classic Adventures of Sherlock Holmes. Hrál však mnohem více rolí.

### Úmrtí
May utrpěl v únoru 2020 mrtvici a podstupoval rehabilitace. 8. dubna bylo oznámeno, že May zemřel na komplikace související s covidem-19 ve Švédském lékařském centru v Seattlu.

## Role
May hrál mnoho rolí, avšak jeho nejznámější jsou:
- Brutus (Julius Caesar)
- Benjamin Franklin (1776)
- Tevye (Šumař na střeše)
- Willy Loman (Smrt obchodního cestujícího)
- Alfred Doolittle (Pygmalion)
- Theodore Roosevelt (Bully!)
- King Henry II (Lev v zimě)
- Captain Hook (Vražda mého otce/Child in the Night, TV film)
- Inspector Lestrade (on radio in The Further Adventures of Sherlock Holmes)

Z jeho dabingových rolí jsou nejznámější:
- Peppy Hare a Andross (Star Fox 64)
- Dr. M (Sly 3: Honor Among Thieves)
- Soldier (Team Fortress 2)
- Genghis Khan (Age of Empires II)
- Dadfish and Marty Sardini (Freddi Fish 5: The Case of the Creature of Coral Cove)
- Wingnut (Pajama Sam 2: Thunder and Lightning Aren't so Frightening)